# Agesipolis I van Sparta
Agesipolis I (Oudgrieks: Ἀγησίπολις) was een Spartaanse koning uit het huis van de Agiaden die regeerde van 394 tot 380 v.Chr.. Hij was de zoon en opvolger van Pausanias II en werd zelf opgevolgd door zijn broer Cleombrotus I.
Na de verbanning van zijn vader, werd hij koning. Omdat hij en zijn jongere broer Cleombrotus I nog kinderen waren, werd hun oom Aristodemus, hun meest naaste verwant hun voogd en regent van Sparta. Rond die tijd werd een coalitie gevormd tussen Thebe, Athene, Korinthe en Argos, gericht tegen Sparta. Om die reden moest Agesilaos II, de tegenkoning uit het huis van de Eurypontiden, van zijn expeditie naar Azië terugkeren. Aristodemos voerde de Spartanen aan in de oorlog tegen de Coalitie. Nog voor Agesilaos II terug was in Sparta, versloeg Aristodemos de coalitie bij de Slag bij Nemea. 
In 390 v.Chr. was Agesipolis volwassen en leidde zijn leger naar Argos. Ongunstige voorspellingen en een aardbeving weerhielden hem niet om de stad te veroveren en de hele omgeving te verwoesten. Volgens de Griekse historicus Pausanias stierven slechts enkele Spartaanse soldaten, en dan nog door de bliksem. In 385 v.Chr. leidde hij een campagne tegen Mantinea. Hij belegerde de stad een hele tijd, maar kon ze pas veroveren na het toepassen van dezelfde tactiek als Kimon II bij de verovering  van Eion aan de Strymon. Hij leidde de rivier Ophis om zodat het water de stadsmuur aantastte, waardoor die instortte. Hij vernietigde de stad, maar spaarde de inwoners. Op verzoek van zijn vader liet hij de inwoners verhuizen naar omliggende dorpen.
Toen de Spartaan Teleutias tijdens de Eerste Olynthische Oorlog sneuvelde, werd Agesipolis opperbevelhebber. Hij veroverde de stad Toroni, maar toen hij de stad Olynthos belegerde, werd hij ziek. Men bracht hem naar het heiligdom van Dionysos, maar elke poging om hem te genezen was tevergeefs. Hij stierf na zeven dagen door koorts. Zijn lichaam werd overgebracht naar Sparta en daar begraven. Omdat hij geen kinderen had, werd hij opgevolgd door zijn jongere broer Cleombrotus.